# Josef Münch
Josef Münch (* 19. März 1894 in Rehling (Oberbayern); † 12. März 1977 in Bad Salzuflen) war ein deutscher Zahnarzt und Arzt sowie Mitbegründer der Kinderzahnheilkunde.

## Leben
Nach Besuch der Grundschule und des humanistischen Gymnasiums St. Stephan in Augsburg studierte Josef Münch an der Universität München Zahnmedizin und Allgemeinmedizin. Nach einer Unterbrechung während des Ersten Weltkriegs, an dem er zuletzt als Leutnant der Infanterie teilnahm, nahm er sein Studium in München wieder auf und legte dort 1921 das Staatsexamen ab. Er wurde zum Dr. med. dent. promoviert. 1922 folgte er seinem Lehrer Otto Walkhoff an die Universität Würzburg, an der er sich 1924 habilitierte, 1927 zum außerordentlichen Professor ernannt wurde und die konservierende Zahnheilkunde sowie die zahnärztliche Chirurgie vertrat. Neben seiner umfassenden Lehrtätigkeit studierte er Medizin und wurde 1933 nach abgelegtem Staatsexamen auch zum Dr. med. promoviert. 1933 trat er der Einheitsfront der Zahnärzte bei, um sich dem nationalsozialistischen „Führerprinzip“ zu verpflichten, einem fundamentalen Prinzip des Faschismus der Zwischenkriegszeit und seiner Führerparteien. Von 1939 bis 1945 übernahm er als Ordinarius für konservierende Zahnheilkunde das Direktorat des Zahnärztlichen Instituts. Gleichzeitig oblag ihm als Oberstabsarzt die Leitung des kieferchirurgischen Lazaretts Würzburg. Zu seinen Doktoranden gehörte etwa Horst Pappée mit einer 1937 herausgegebenen Dissertation zur Schulzahnpflege in dem Notstandsgebiet: Rhön-Spessart in Verbindung mit dem Doktor Hellmuth-Plan. Nach 1945 in den vorzeitigen Ruhestand versetzt, widmete er sich vornehmlich der Schriftleitung des Fachjournals "Zahnärztliche Praxis" und leitete das Sanatorium Laubharthof in Weißach am Tegernsee. 1956 folgte er einem Ruf an die Humboldt-Universität zu Berlin und wurde Nachfolger Wolfgang Rosenthals bis zu seiner Emeritierung 1960 als Direktor der Klinik- und Poliklinik für Zahn-, Mund- und Kieferkrankheiten, an der er dann von seinem Mitarbeiter Walter Künzel als Nachfolger abgelöst wurde.
Sein wissenschaftliches Werk schlägt sich in mehr als 200 Arbeiten und einer 14-bändigen Schriftenreihe zur Praxis des Zahnarztes nieder. Die Schwerpunkte seiner Forschung lagen auf der Histologie der Dentin- und Pulpainnervierung, der Diagnostik und Therapie der Erkrankungen des Zahnmarkes sowie des apikalen und marginalen Parodonts, der Behandlung des Kindes sowie der Fluoridforschung. Josef Münch war ein international anerkannter Wissenschaftler und Hochschullehrer und gesuchter Referent auf in- und ausländischen Tagungen.

## Auszeichnungen
Komturkreuz des Ritterordens von S. Salvatore, Verdienter Arzt des Volkes, Verdienstkreuz I. Klasse des Bundesverdienstordens und Ehrenmitglied verschiedener nationaler und Internationaler Gesellschaften.

## Bücher
- Die zahnärztliche Behandlung des Kindes. Hermann-Meusser-Verlag, Leipzig 1938 und Johann Ambrosius Barth Verlag, Leipzig 1952.
- Pulpa- und Wurzelbehandlung. Johann Ambrosius Barth Verlag, Leipzig, 1937, 1949 und 1952.
- J. Münch, Josef Kluczka: Die Zahnerhaltung. Möglichkeiten und Grenzen in der Praxis. Johann Ambrosius Barth Verlag, Leipzig 1966.